# レイフ・ホルガー・ラーセン
レイフ・ホルガー・ラーセン（Leif Holger Larsen, 1954年1月27日 - 2015年5月8日）は、ノルウェーの外交官。2014年9月から2015年5月まで駐パキスタン大使を務めた。

## 生涯
1954年にノルウェーのスタヴァンゲルで誕生。幼少期をエストフォル県ヴォーレルで過ごし、その後十余年をリュッゲで暮らした。ラーセンはベルゲン大学で学び、歴史学を専攻した。
1984年に外務省に入省。1986年から1988年までサウジアラビアにて、1988年から1990年までアイスランドにて、それぞれ書記官として勤務。
2001年から2001年まで外務省に次長として勤務。2001年から2005年まで北大西洋条約機構にノルウェー代表公使として派遣されベルギーのブリュッセルに駐在。2005年から2009年まで外務省にて副部長を務めた。2009年から2011年までノルウェー防衛大学講師。2011年から2014年までアフガニスタンおよびパキスタンに外務省特別代表として派遣された。
2014年9月よりパキスタンのイスラマバード大使館に大使として赴任。2015年5月、パキスタン北部ギルギット郊外にてヘリコプター墜落により死亡。